# Слепыш Неринга
Слепыш Неринга (лат. Nannospalax xanthodon) - вид млекопитающих из семейства слепышовых. Научное название вида было впервые официально опубликовано Нордманом в 1840 году, ранее он был описан как Spalax nehringi в составе рода настоящих слепышей.

## Ареал
Вид встречается на большей части территории Турции, но также в Грузии, Армении и ряде греческих островов.

## Охранный статус
К охраняемым видам слепыш Неринга не относится.